# 6927 Tonegawa
6927 Tonegawa (1994 TE1) là một tiểu hành tinh vành đai chính được phát hiện ngày 2 tháng 10 năm 1994 bởi K. Endate và K. Watanabe ở Kitami.